# Danh sách tiểu hành tinh: 28301–28400
| Tên                  | Tên đầu tiên | Ngày phát hiện           | Nơi phát hiện                      | Người phát hiện      |
| -------------------- | ------------ | ------------------------ | ---------------------------------- | -------------------- |
| 28301 -              | 1999 CW67    | ngày 12 tháng 2 năm 1999 | Socorro                            | LINEAR               |
| 28302 -              | 1999 CK71    | ngày 12 tháng 2 năm 1999 | Socorro                            | LINEAR               |
| 28303 -              | 1999 CY72    | ngày 12 tháng 2 năm 1999 | Socorro                            | LINEAR               |
| 28304 -              | 1999 CC75    | ngày 12 tháng 2 năm 1999 | Socorro                            | LINEAR               |
| 28305 -              | 1999 CH79    | ngày 12 tháng 2 năm 1999 | Socorro                            | LINEAR               |
| 28306 -              | 1999 CV79    | ngày 12 tháng 2 năm 1999 | Socorro                            | LINEAR               |
| 28307 -              | 1999 CN80    | ngày 12 tháng 2 năm 1999 | Socorro                            | LINEAR               |
| 28308 -              | 1999 CA81    | ngày 12 tháng 2 năm 1999 | Socorro                            | LINEAR               |
| 28309 -              | 1999 CB81    | ngày 12 tháng 2 năm 1999 | Socorro                            | LINEAR               |
| 28310 -              | 1999 CT81    | ngày 12 tháng 2 năm 1999 | Socorro                            | LINEAR               |
| 28311 -              | 1999 CY90    | ngày 10 tháng 2 năm 1999 | Socorro                            | LINEAR               |
| 28312 -              | 1999 CH94    | ngày 10 tháng 2 năm 1999 | Socorro                            | LINEAR               |
| 28313 -              | 1999 CU99    | ngày 10 tháng 2 năm 1999 | Socorro                            | LINEAR               |
| 28314 -              | 1999 CG100   | ngày 10 tháng 2 năm 1999 | Socorro                            | LINEAR               |
| 28315 -              | 1999 CD101   | ngày 10 tháng 2 năm 1999 | Socorro                            | LINEAR               |
| 28316 -              | 1999 CK101   | ngày 10 tháng 2 năm 1999 | Socorro                            | LINEAR               |
| 28317 -              | 1999 CA106   | ngày 12 tháng 2 năm 1999 | Socorro                            | LINEAR               |
| 28318 -              | 1999 CE106   | ngày 12 tháng 2 năm 1999 | Socorro                            | LINEAR               |
| 28319 -              | 1999 CR107   | ngày 12 tháng 2 năm 1999 | Socorro                            | LINEAR               |
| 28320 -              | 1999 CG110   | ngày 12 tháng 2 năm 1999 | Socorro                            | LINEAR               |
| 28321 -              | 1999 CV110   | ngày 12 tháng 2 năm 1999 | Socorro                            | LINEAR               |
| 28322 -              | 1999 CK111   | ngày 12 tháng 2 năm 1999 | Socorro                            | LINEAR               |
| 28323 -              | 1999 CP112   | ngày 12 tháng 2 năm 1999 | Socorro                            | LINEAR               |
| 28324 -              | 1999 CN114   | ngày 12 tháng 2 năm 1999 | Socorro                            | LINEAR               |
| 28325 -              | 1999 CK118   | ngày 12 tháng 2 năm 1999 | Socorro                            | LINEAR               |
| 28326 -              | 1999 CY120   | ngày 11 tháng 2 năm 1999 | Socorro                            | LINEAR               |
| 28327 -              | 1999 CT123   | ngày 11 tháng 2 năm 1999 | Socorro                            | LINEAR               |
| 28328 -              | 1999 CN125   | ngày 11 tháng 2 năm 1999 | Socorro                            | LINEAR               |
| 28329 -              | 1999 CD150   | ngày 13 tháng 2 năm 1999 | Kitt Peak                          | Spacewatch           |
| 28330 -              | 1999 CG152   | ngày 12 tháng 2 năm 1999 | Kitt Peak                          | Spacewatch           |
| 28331 -              | 1999 CD156   | ngày 14 tháng 2 năm 1999 | Anderson Mesa                      | LONEOS               |
| 28332 -              | 1999 DU1     | ngày 18 tháng 2 năm 1999 | Haleakala                          | NEAT                 |
| 28333 -              | 1999 DW1     | ngày 18 tháng 2 năm 1999 | Haleakala                          | NEAT                 |
| 28334 -              | 1999 DJ2     | ngày 19 tháng 2 năm 1999 | Oizumi                             | T. Kobayashi         |
| 28335 -              | 1999 DN2     | ngày 19 tháng 2 năm 1999 | Oizumi                             | T. Kobayashi         |
| 28336 -              | 1999 DZ4     | ngày 17 tháng 2 năm 1999 | Socorro                            | LINEAR               |
| 28337 -              | 1999 EA2     | ngày 9 tháng 3 năm 1999  | Kitt Peak                          | Spacewatch           |
| 28338 -              | 1999 EL2     | ngày 10 tháng 3 năm 1999 | Kitt Peak                          | Spacewatch           |
| 28339 -              | 1999 EC3     | ngày 10 tháng 3 năm 1999 | Reedy Creek                        | J. Broughton         |
| 28340 Yukihiro       | 1999 EG5     | ngày 13 tháng 3 năm 1999 | Yatsuka                            | H. Abe               |
| 28341 Bingaman       | 1999 EU5     | ngày 13 tháng 3 năm 1999 | Goodricke-Pigott                   | R. A. Tucker         |
| 28342 -              | 1999 FB9     | ngày 19 tháng 3 năm 1999 | Anderson Mesa                      | LONEOS               |
| 28343 -              | 1999 FG9     | ngày 20 tháng 3 năm 1999 | Anderson Mesa                      | LONEOS               |
| 28344 -              | 1999 FE19    | ngày 22 tháng 3 năm 1999 | Anderson Mesa                      | LONEOS               |
| 28345 -              | 1999 FL19    | ngày 22 tháng 3 năm 1999 | Anderson Mesa                      | LONEOS               |
| 28346 Kent           | 1999 FV19    | ngày 19 tháng 3 năm 1999 | Fountain Hills                     | C. W. Juels          |
| 28347 -              | 1999 FD22    | ngày 19 tháng 3 năm 1999 | Socorro                            | LINEAR               |
| 28348 -              | 1999 FO23    | ngày 19 tháng 3 năm 1999 | Socorro                            | LINEAR               |
| 28349 -              | 1999 FB26    | ngày 19 tháng 3 năm 1999 | Socorro                            | LINEAR               |
| 28350 -              | 1999 FC26    | ngày 19 tháng 3 năm 1999 | Socorro                            | LINEAR               |
| 28351 -              | 1999 FP29    | ngày 19 tháng 3 năm 1999 | Socorro                            | LINEAR               |
| 28352 -              | 1999 FF31    | ngày 19 tháng 3 năm 1999 | Socorro                            | LINEAR               |
| 28353 -              | 1999 FH32    | ngày 19 tháng 3 năm 1999 | Socorro                            | LINEAR               |
| 28354 -              | 1999 FV33    | ngày 19 tháng 3 năm 1999 | Socorro                            | LINEAR               |
| 28355 -              | 1999 FW33    | ngày 19 tháng 3 năm 1999 | Socorro                            | LINEAR               |
| 28356 -              | 1999 FF38    | ngày 20 tháng 3 năm 1999 | Socorro                            | LINEAR               |
| 28357 -              | 1999 FB40    | ngày 20 tháng 3 năm 1999 | Socorro                            | LINEAR               |
| 28358 -              | 1999 FW48    | ngày 20 tháng 3 năm 1999 | Socorro                            | LINEAR               |
| 28359 -              | 1999 FP52    | ngày 20 tháng 3 năm 1999 | Socorro                            | LINEAR               |
| 28360 -              | 1999 FU55    | ngày 20 tháng 3 năm 1999 | Socorro                            | LINEAR               |
| 28361 -              | 1999 FF59    | ngày 20 tháng 3 năm 1999 | Socorro                            | LINEAR               |
| 28362                | 1999 GP5     | ngày 7 tháng 4 năm 1999  | Nachi-Katsuura                     | Y. Shimizu, T. Urata |
| 28363 -              | 1999 GN6     | ngày 14 tháng 4 năm 1999 | Woomera                            | F. B. Zoltowski      |
| 28364 -              | 1999 GN7     | ngày 7 tháng 4 năm 1999  | Anderson Mesa                      | LONEOS               |
| 28365 -              | 1999 GF14    | ngày 15 tháng 4 năm 1999 | Socorro                            | LINEAR               |
| 28366 -              | 1999 GA16    | ngày 9 tháng 4 năm 1999  | Socorro                            | LINEAR               |
| 28367 -              | 1999 GO16    | ngày 15 tháng 4 năm 1999 | Socorro                            | LINEAR               |
| 28368 -              | 1999 GW18    | ngày 15 tháng 4 năm 1999 | Socorro                            | LINEAR               |
| 28369 -              | 1999 GA21    | ngày 15 tháng 4 năm 1999 | Socorro                            | LINEAR               |
| 28370 -              | 1999 GK34    | ngày 6 tháng 4 năm 1999  | Socorro                            | LINEAR               |
| 28371 -              | 1999 GG39    | ngày 12 tháng 4 năm 1999 | Socorro                            | LINEAR               |
| 28372 -              | 1999 HU      | ngày 18 tháng 4 năm 1999 | Woomera                            | F. B. Zoltowski      |
| 28373 -              | 1999 HL3     | ngày 18 tháng 4 năm 1999 | Catalina                           | CSS                  |
| 28374 -              | 1999 HL11    | ngày 17 tháng 4 năm 1999 | Socorro                            | LINEAR               |
| 28375 -              | 1999 JC      | ngày 2 tháng 5 năm 1999  | Đài thiên văn Zvjezdarnica Višnjan | K. Korlević          |
| 28376 -              | 1999 JX19    | ngày 10 tháng 5 năm 1999 | Socorro                            | LINEAR               |
| 28377 -              | 1999 JC24    | ngày 10 tháng 5 năm 1999 | Socorro                            | LINEAR               |
| 28378 -              | 1999 JN24    | ngày 10 tháng 5 năm 1999 | Socorro                            | LINEAR               |
| 28379 -              | 1999 JK37    | ngày 10 tháng 5 năm 1999 | Socorro                            | LINEAR               |
| 28380 -              | 1999 JO38    | ngày 10 tháng 5 năm 1999 | Socorro                            | LINEAR               |
| 28381 -              | 1999 JQ39    | ngày 10 tháng 5 năm 1999 | Socorro                            | LINEAR               |
| 28382 -              | 1999 JZ48    | ngày 10 tháng 5 năm 1999 | Socorro                            | LINEAR               |
| 28383 -              | 1999 JX68    | ngày 12 tháng 5 năm 1999 | Socorro                            | LINEAR               |
| 28384 -              | 1999 JT76    | ngày 10 tháng 5 năm 1999 | Socorro                            | LINEAR               |
| 28385 -              | 1999 JX76    | ngày 12 tháng 5 năm 1999 | Socorro                            | LINEAR               |
| 28386 -              | 1999 JD79    | ngày 13 tháng 5 năm 1999 | Socorro                            | LINEAR               |
| 28387 -              | 1999 JE79    | ngày 13 tháng 5 năm 1999 | Socorro                            | LINEAR               |
| 28388 -              | 1999 JM86    | ngày 12 tháng 5 năm 1999 | Socorro                            | LINEAR               |
| 28389 -              | 1999 JN95    | ngày 12 tháng 5 năm 1999 | Socorro                            | LINEAR               |
| 28390 -              | 1999 JW131   | ngày 13 tháng 5 năm 1999 | Socorro                            | LINEAR               |
| 28391 -              | 1999 LV11    | ngày 9 tháng 6 năm 1999  | Socorro                            | LINEAR               |
| 28392 -              | 1999 NQ11    | ngày 13 tháng 7 năm 1999 | Socorro                            | LINEAR               |
| 28393 -              | 1999 RB12    | ngày 7 tháng 9 năm 1999  | Socorro                            | LINEAR               |
| 28394 Mittag-Leffler | 1999 RY36    | ngày 13 tháng 9 năm 1999 | Prescott                           | P. G. Comba          |
| 28395                | 1999 RZ42    | ngày 3 tháng 9 năm 1999  | Siding Spring                      | R. H. McNaught       |
| 28396 Eymann         | 1999 RY44    | ngày 13 tháng 9 năm 1999 | Guitalens                          | A. Klotz             |
| 28397 -              | 1999 RK53    | ngày 7 tháng 9 năm 1999  | Socorro                            | LINEAR               |
| 28398 -              | 1999 RE55    | ngày 7 tháng 9 năm 1999  | Socorro                            | LINEAR               |
| 28399 -              | 1999 RY136   | ngày 9 tháng 9 năm 1999  | Socorro                            | LINEAR               |
| 28400 -              | 1999 RW160   | ngày 9 tháng 9 năm 1999  | Socorro                            | LINEAR               |